# Parmain
Parmain es una comuna francesa situada en el departamento de Valle del Oise, en la región de Isla de Francia.

## Demografía
| 1859 | 2406 | 3443 | 4561 | 5155 | 5274 | 5610 |
| Para los censos de 1962 a 1999 la población legal corresponde a la población sin duplicidades (Fuente: INSEE [Consultar]) |      |      |      |      |      |      |